# لوس (زاکسونی)-آنهالت
لوس (زاکسونی)-آنهالت (به آلمانی: Losse) یک منطقهٔ مسکونی در آلمان است که در التمارکیسچ هول واقع شده‌است. لوس  ۱۲۴ نفر جمعیت دارد.